# Pedavena
Pedavena (Pedavena in veneto) è un comune italiano di 4 307 abitanti della provincia di Belluno in Veneto.
Il paese è famoso per la storica Birra Pedavena prodotta nell'omonimo stabilimento.
A Pedavena passa la parte finale dell'Alta via n. 2, che partendo da Bressanone arriva a Feltre.

## Storia
Pedavena fu sede, in epoca medievale, di un importante castello, di cui oggi non rimane traccia; dopo le distruzioni legate alla Guerra di Cambrai divenne, con il risorgere della vicina città di Feltre, luogo di delizie per la nobiltà cittadina. Furono così costruite numerose ville tra il Seicento e l'Ottocento: sicuramente la più importante per dimensioni del corpo nobiliare, del parco, nonché degli annessi rustici e per la qualità architettonica oltre che ambientale, è la villa Pasole-Berton, secentesca, che sorge a brevissima distanza dal vecchio municipio. Pedavena è nota per essere il paese di origine di Ana Rech, una donna emigrata insieme ai suoi sette figli nel 1878 in Brasile e fondatrice del distretto che porta il suo nome nella città di Caxias do Sul. .

## Monumenti e luoghi d'interesse
- Chiesa di San Giovanni Battista (parrocchiale di Pedavena)
- Chiesa del Ss. Salvatore, già Santuario della Madonna di Caravaggio, a Travagola
- Chiesa di San Pietro Apostolo, a Facen
- Chiesa della Presentazione di Maria, a Norcen
- Chiesa di Sant'Antonio Abate, a Murle
- Villa Pasole - Berton, a Pedavena
- Villa Marsiai - "San Francesco", a Facen
- Stabilimento del Birrificio Pedavena

## Società

### Evoluzione demografica
Abitanti censiti

## Geografia antropica

### Frazioni
La frazione di Teven è situata a sud-ovest rispetto all'abitato di Pedavena, ad un'altitudine di circa 330 m s.l.m., e conta poche decine di abitanti; non ha una chiesa propria, ma si appoggia al santuario di Travagola, piccola frazione confinante.
La frazione di Murle è situata a est rispetto all'abitato di Pedavena: un tempo era staccata dal centro del comune, ma con lo sviluppo edilizio è stata pressoché assorbita dal tessuto urbano di Pedavena; la chiesa conserva un'importante pala del pittore feltrino Pietro Marescalchi.

## Amministrazione
| Periodo        | Periodo        | Primo cittadino         | Partito                                             | Carica  | Note |
| -------------- | -------------- | ----------------------- | --------------------------------------------------- | ------- | ---- |
| 2009           | 26 maggio 2014 | Maria Teresa De Bortoli | lista civica (centro-sinistra)                      | sindaco |      |
| 26 maggio 2014 | 27 maggio 2019 | Maria Teresa De Bortoli | lista civica Pedavena democratica (centro-sinistra) | sindaco |      |
| 27 maggio 2019 | 10 giugno 2024 | Nicola Castellaz        | lista civica Pedavena democratica (centro-sinistra) | sindaco |      |
| 10 giugno 2024 | in carica      | Nicola Castellaz        | lista civica Pedavena democratica (centro-sinistra) | sindaco |      |

### Gemellaggi
- Caxias do Sul

### Eventi
- Sagra di San Giovanni Battista, patrono del paese, si svolge a fine giugno dove si tiene anche la PedavenaCup, un torneo di calcio a 5.
- Festa dell'Orzo, si svolge i primi di luglio nella Birreria di Pedavena in cui si festeggia la raccolta dell'orzo ed è nota anche per ospitare ogni anno un concerto in collaborazione con Radio Company.

## Sport

### Società sportive
- Ondablu, società di nuoto.
- Tennis Club Pedavena, società di tennis.
- A.S.D Pedavena Calcio, squadra di calcio.

### Manifestazioni a ricorrenza annuale
- Corsa di Babbo Natale.
- Corsa della Befana.
- Gran Prix Sportful.
- Dolomiti Beer Trail.
- Corsa tra i murales.
- Pedavena Croce D'Aune.

### Eventi sportivi
Nel luglio 2017 si è tenuta la 15ª edizione del Campionato del mondo di parapendio.
Nel giugno 2022 si è tenuto il Campionato Italiano di Parapendio.

### Impianti sportivi
A Pedavena si trovano gli impianti sportivi Boscherai: uno di calcio utilizzato dalla Dolomiti Bellunesi, dal Pedavena Calcio e uno di rugby utilizzato dal Rugby Feltre. Qui vi si trova anche la sede del volo libero feltrina.
Vi è inoltre una piscina comunale, l'unica nel Feltrino.